# エド・マコーレー
チャールズ・エドワード・マコーレー・ジュニア (Charles Edward Macauley Jr., 1928年3月22日 - 2011年11月9日) は、アメリカ合衆国ミズーリ州セントルイス出身の元プロバスケットボール選手、指導者。身長203cm、体重84kg。ポジションはセンター。1950年代のNBAを代表するビッグマンの1人であり、ボストン・セルティックスの大黒柱として活躍した。1951年に初代オールスターMVPに輝き、1960年にバスケットボール殿堂入りを果たしている。

## 経歴
エド・マコーレーことチャールズ・エドワーズ・マコーレーは、地元セントルイス大学高校卒業後、セントルイス大学に進学し、1945年からの4年間を同大学で過ごした。1年目から得点アベレージを二桁に乗せる活躍をみせ、1948年のNITトーナメントではチームを優勝に導き、最終学年には15.5得点、フィールドゴール成功率52.4%の成績を残してAP通信選出の年間最優秀選手に選ばれた。大学卒業後、1949年のNBAドラフトにエントリーした。
当時のドラフトではチームが1巡目指名権を放棄するかわりに地元の選手を指名できるという地域ドラフトという制度があり、マコーレーはセントルイス・ボンバーズから指名を受けてNBA入りを果たした。マコーレーは1年目から平均16.1得点を記録し、早くもボンバーズのエースとして頭角を現したが、ボンバーズがこのシーズンを最後に解散するという憂き目に遭い、マコーレーはボストン・セルティックスに移籍することになった。
セルティックスでの1年目となった1950-1951シーズン、マコーレーはさらに成績を伸ばし、20.4得点（リーグ3位）9.1リバウンドの好成績を残し、オールNBA1stチームに選出され、リーグを代表するセンターとしての地位を確立する。またこの年から始まったオールスターゲームにも選出され、20得点を記録してイーストチームを勝利に導いたマコーレーは、栄えある初代オールスターMVPに選ばれた。マコーレー入団の前はドアマットチームだったセルティックスも、マコーレーにボブ・クージー、そしてこのシーズンから采配を握るレッド・アワーバックに率いられ、このシーズンは39勝30敗の好成績を記録し、優勝戦線へと浮上した。マコーレーはその後も3年連続でオールNBA1stチームに選出され、また2年連続でフィールドゴール成功率でリーグトップになるなど、個人としては申し分ない成績を実績を残していくも、チームはプレーオフでは地区決勝止まりが続き、煮え切らないシーズンが続いた。
1957年のドラフトにビル・ラッセルという大物センターがエントリーする。アワーバックはラッセル獲得に動き、2位指名権を持ったセントルイス・ホークスが地元セントルイス出身のスター選手であるマコーレーを獲得したがっているのを見て、ラッセルを指名してもらうかわりに、マコーレーとクリフ・ヘイガンをホークスに放出するというトレードが成立する。マコーレーは6シーズン尽くしてきたチームを離れることになったが、セントルイスに妻と子を残してきているので、マコーレーとしても望んだトレードだった。なお、マコーレーの背番号『22』はセルティックスの永久欠番となっている。
ホークスにはボブ・ペティットという絶対的なエースが居た為、マコーレーの成績には若干の後退が見られた。チームも34勝38敗と芳しくない成績で終わったが、プレーオフではヘイガンやスレーター・マーティンらが突如のグレードアップを見せ、あれよあれよと勝ち抜いてファイナルに進出。何の因果かファイナルの相手はセルティックスだった。ホークスはセルティックスを第7戦まで追い詰めたが、惜しくも第7戦で破れ、優勝は叶わなかった。
1957-1958シーズンのホークスは急成長を見せたハーガンやマーティンの活躍で41勝31敗の好成績を記録。彼らの成長でマコーレーのチーム内での役割も変化し、ベテランの域に達し始めたマコーレーはペティット、ヘイガンらのサポート役に回るようになった。プレーオフを順調に勝ち抜いたホークスはファイナルで再びセルティックスと激突。シリーズは再び第7戦までもつれたが、ここでペティットが50得点を記録するという大活躍をみせ、ホークスはセルティックスを破って優勝を飾り、マコーレーはキャリア9年目にして初のチャンピオンリングを手に入れた。30歳を迎えたマコーレーは翌1958-59シーズンからはチームの要請でホークスのヘッドコーチを就くことになり、現役から引退することになった。NBA通算成績は641試合の出場で11234得点4325リバウンド、平均17.5得点7.5リバウンド、フィールドゴール成功率43.6%だった（リバウンド数は1950-51シーズンからの計測）。
コーチとしてのマコーレーはホークスを2シーズン指揮し、彼が指揮を執って2シーズン目には彼にとって3度目となるファイナルへと進出し、セルティックスと3度の対決が実現。今度も第7戦までもつれる激戦となり、ホークスは8連覇時代へと突入したセルティックスの軍門に降った。マコーレーはこのシーズン終了後、コーチ職から退いた。コーチ通算成績は137試合89勝48敗だった。
2011年11月9日、死去。83歳没。

## プレースタイルと業績
マコーレーはセンターながら優れた脚力の持ち主で、華麗な動きからのレイアップやフックシュートを得意とし、他の多くのビッグマンたちが彼のプレーに手を焼いた。長年セルティックスのエースセンターを務めたが、ホークス移籍後は3度セルティックスの前に立ちはだかり、セルティックスの伝説的な8連覇時代のライバルとして当時のリーグを彩った。セントルイス出身であり、高校大学ともに地元の学校に進学し、プロ生活もその半分をセントルイスのチームで過ごしたことから、その功績を讃えられ市のウォーク・オブ・フェームに名を連ねている。
- オールスターゲーム：1951年 - 1957年
- オールスターMVP：1951年
- オールNBA1stチーム：1951年、1952年、1953年
- オールNBA2ndチーム：1954年
- 背番号『22』はボストン・セルティックスの永久欠番
- 殿堂入り

## 個人成績
| *      | リーグ1位       |
| 太字   | キャリアハイ    |
| dagger | NBAチャンピオン |

### レギュラーシーズン
| Season   | Team     | GP  | MPG  | FG%   | FT%  | RPG | APG | PPG  |
| -------- | -------- | --- | ---- | ----- | ---- | --- | --- | ---- |
| 1949-50  | STB      | 67  | –    | .398  | .718 | –   | 3.0 | 16.1 |
| 1950-51  | BOS      | 68  | –    | .466  | .759 | 9.1 | 3.7 | 20.4 |
| 1951-52  | BOS      | 66  | 39.9 | .432  | .799 | 8.0 | 3.5 | 19.2 |
| 1952-53  | BOS      | 69  | 42.1 | .452* | .750 | 9.1 | 4.1 | 20.3 |
| 1953-54  | BOS      | 71  | 39.3 | .486* | .758 | 8.0 | 3.8 | 18.9 |
| 1954-55  | BOS      | 71  | 38.1 | .424  | .792 | 8.5 | 3.9 | 17.6 |
| 1955-56  | BOS      | 71  | 33.2 | .422  | .794 | 5.9 | 3.0 | 17.5 |
| 1956-57  | STL      | 72  | 35.9 | .419  | .749 | 6.1 | 2.8 | 16.5 |
| 1957-58  | STL      | 72  | 26.5 | .428  | .724 | 6.6 | 2.0 | 14.2 |
| 1958-59  | STL      | 14  | 14.0 | .293  | .600 | 2.9 | 0.9 | 4.6  |
| Career   | Career   | 641 | 35.7 | .436  | .761 | 7.5 | 3.2 | 17.5 |
| All-Star | All-Star | 7   | 22.0 | .387  | .854 | 4.6 | 2.6 | 11.9 |

### プレーオフ
| Year   | Team   | GP | MPG   | FG%   | FT%  | RPG  | APG | PPG  |
| ------ | ------ | -- | ----- | ----- | ---- | ---- | --- | ---- |
| 1951   | BOS    | 2  | –     | .472  | .625 | 9.0  | 4.0 | 20.4 |
| 1952   | BOS    | 3  | 43.0  | .551* | .842 | 11.0 | 3.7 | 23.3 |
| 1953   | BOS    | 6  | 46.3* | .437  | .722 | 9.7  | 3.5 | 16.8 |
| 1954   | BOS    | 5  | 25.4  | .364  | .692 | 4.2  | 4.2 | 5.0  |
| 1955   | BOS    | 7  | 40.4  | .462  | .759 | 7.4  | 4.6 | 18.1 |
| 1956   | BOS    | 3  | 24.3  | .400  | .636 | 5.0  | 1.7 | 10.3 |
| 1957   | STL    | 10 | 29.7  | .404  | .730 | 6.2  | 2.2 | 14.2 |
| 1958   | STL    | 11 | 20.6  | .404  | .720 | 5.6  | 1.6 | 9.8  |
| Career | Career | 47 | 31.4  | .437  | .729 | 6.8  | 2.9 | 13.8 |

## コーチ戦績

### NBA
| Team   | Season  | Regular season | Regular season | Regular season | Regular season | Playoffs | Playoffs | Playoffs | Playoffs | Playoffs             |
| Team   | Season  | G              | W              | L              | W-L%           | G        | W        | L        | W-L%     | Results              |
| ------ | ------- | -------------- | -------------- | -------------- | -------------- | -------- | -------- | -------- | -------- | -------------------- |
| STL    | 1958–59 | 62             | 43             | 19             | .694           | 6        | 2        | 4        | .333     | ディビジョン決勝敗退 |
| STL    | 1959–60 | 75             | 46             | 29             | .613           | 14       | 7        | 7        | .500     | NBAファイナル敗退    |
| Career | Career  | 137            | 89             | 48             | .650           | 20       | 9        | 11       | .450     |                      |